# Antennohyllisia rondoni
Antennohyllisia rondoni là một loài bọ cánh cứng trong họ Cerambycidae.